# Zèta
De zèta of dzèta (kapitaal Ζ, onderkast ζ, Oudgrieks ζῆτα, Nieuwgrieks ζήτα) is de zesde letter van het Griekse alfabet. De zèta werd in het Oudgrieks uitgesproken als /zd/, zoals in misdienaar, of /dz/, zoals in broodzak. De uitspraak is in het Nieuwgrieks steeds als /z/. ζ' is het Griekse cijfer voor 7, ζ voor 7000.
De zèta kwam uit het Fenicische alfabet, van de letter , en komt met de zevende letter zajien uit het Hebreeuwse alfabet overeen. De Z uit het Latijnse alfabet en de З uit het Cyrillische alfabet komen uit de zèta voort.

## Gebruik
De onderkast-zèta ζ wordt onder andere in de wiskunde voor de verschillende zèta-functies gebruikt en voor de eenheidswortels.